# Enrique Gaspar y Rimbau
Enrique Lucio Eugenio Gaspar y Rimbau (2. března 1842 Madrid – 7. září 1902 Oloron) byl španělský diplomat a spisovatel, tvořil hlavně zarzuely (hudebně-dramatická díla, španělská obdoba operet). Napsal také jeden z prvních románů o cestování časem pomocí stroje času, El anacronópete, který byl vydaný roku 1887 v Barceloně.

## Život
Rodiče Enriqua Gaspara byli herci. Po smrti otce se s matkou a dvěma sourozenci přestěhoval do Valencie. Studoval humanitní vědy a filozofii, ale svá studia nedokončil a odešel pracovat do komerční banky.
Svou první zarzuelu napsal již ve 13 letech. Když mu bylo 15 let, jeho matka uspořádala představení jeho první komedie. Když mu bylo 21 let, přestěhoval se do Madridu, aby se mohl věnovat psaní. Jeho vrcholným spisovatelským obdobím byla léta byla 1868–1875, kdy psal historická dramata a stal se průkopníkem sociálního divadla ve Španělsku. Se svými komediemi měl obrovský úspěch, ale jeho skutečnou vášní byly společenské komentáře, podpora vzdělávání žen a smysluplné manželství.
Ve věku 27 let vstoupil do diplomatického sboru, působil v Řecku a ve Francii, poté v Madridu a nakonec jako konzul v Číně, nejprve v Macau a poté v Hongkongu. Během této doby pokračoval v psaní. Po návratu do Evropy žil na různých místech v jižní Francii, naposled v Oloronu, kde zemřel v roce 1902 ve věku 60 let.